# Kairothamnus
Kairothamnus es un género de plantas perteneciente a la familia Picrodendraceae. Su única especie: Kairothamnus phyllanthoides (Airy Shaw) Airy Shaw, Kew Bull. 34: 596 (1980), es originaria de Nueva Guinea.

## Sinonimia
- Austrobuxus phyllanthoides Airy Shaw, Kew Bull. 29: 303 (1974).[1]